# Biebesheim am Rhein
Biebesheim am Rhein est une municipalité allemande située dans le land de la Hesse et l'arrondissement de Groß-Gerau.